# 駐日リトアニア大使館
駐日リトアニア大使館（リトアニア語: Lietuvos ambasada Japonijoje、英語: Embassy of Lithuania in Japan）は、リトアニアが日本の首都東京に設置している大使館である。在東京リトアニア大使館（リトアニア語: Lietuvos ambasada Tokijuje、英語: Embassy of Lithuania in Tokyo）とも。
1991年9月6日、日本がリトアニアの独立を承認。1991年10月10日に両国間の外交関係が樹立され、1999年3月に大使館が開設された。

## 所在地
| 日本語 | 〒106-0046 東京都港区元麻布3-7-18             |
| 英語   | 3-7-18, Moto-Azabu, Minato-ku, Tokyo 106-0046 |

## 大使
2022年6月24日より、オーレリウス・ジーカスが特命全権大使を務めている。